# Traci Adell
Traci Adell, född den 17 februari 1969 i New Orleans, Louisiana, USA, är en amerikansk fotomodell och skådespelerska.
Traci Adell var Playmate of the Month i juli 1994.